# 3막 살인
《3막 살인》(Murder In Three Acts)은 미국에서 제작된 게리 넬슨 감독의 1986년 TV용 미스터리 영화이다. 피터 유스티노프 등이 주연으로 출연하였고 폴 와이그너 등이 제작에 참여하였다.

## 출연

### 주연
- 피터 유스티노프
- 토니 커티스

### 조연
- 엠마 샘즈
- 조나단 세실

## 기타
- 원작자: 아가사 크리스티